# Petkana Makaweewa
Petkana Bogdanowa Makaweewa (bułg. Петкана Богданова Макавеева; ur. 4 października 1952 w Lipenie) – bułgarska koszykarka, dwukrotna medalistka olimpijska. 
Uczestniczka turniejów eliminacyjnych do igrzysk olimpijskich w Montrealu, Moskwie i Los Angeles. Dwukrotna olimpijka, w 1976 zajęła wraz z drużyną narodową trzecie miejsce; Makaweewa zdobyła na tym turnieju 75 punktów. W Moskwie w 1980 zdobyła wicemistrzostwo olimpijskie uzyskując 91 punktów.
Wielokrotna uczestniczka mistrzostw Europy. W 1976 we Francji sięgnęła po brąz (dwa lata wcześniej zajęła piąte miejsce), uczestniczyła także w Eurobasketach w 1980 (piąte miejsce), 1981 (piąte miejsce) i 1983 (drugie miejsce). W 1986 zajęła siódme miejsce na mistrzostwach świata w ZSRR.

## Osiągnięcia

### Reprezentacja
- Wicemistrzyni:
  - olimpijska (1980)
  - Europy (1983)
- Brązowa medalistka:
  - igrzysk olimpijskich (1976)
  - mistrzostw Europy (1976)
- Uczestniczka:
  - mistrzostw:
    - świata (1986 – 7. miejsce)
    - Europy (1974 – 5. miejsce, 1976, 1980 – 5. miejsce, 1981 – 5. miejsce, 1983)

  - kwalifikacji olimpijskich (1976 – 2. miejsce, 1980 – 2. miejsce, 1984)
- Liderka Eurobasketu w skuteczności rzutów wolnych (1981 – 90,9%)[2]